# Limnomys sibuanus
Limnomys sibuanus este o specie de rozătoare din familia Muridae. Este endemică în Filipine unde este prezentă la altitudini înalte pe Insula Mindanao. Uniunea Internațională pentru Conservarea Naturii a clasificat această specie ca fiind neamenințată cu dispariția.

## Taxonomie
Prima descriere înregistrată a speciei Limnomys sibuanus a fost făcută în anul 1905 de către naturalistul american Edgar Alexander Mearns. În anul 1913, biologul Ned Hollister a descris încă o specie în genul Limnomys, L. mearnsii, dar mai târziu aceasta a devenit sinonim al L. sibuanus. O altă specie a fost descrisă în anul 2003 de către Eric A. Rickart ca Limnomys bryophilus. Amândouă specii sunt endemice pe Insula Mindanao, dar altitudinile la care se găsesc diferă.

## Descriere
Limnomys sibuanus are o lungime a capului și a corpului de circa 119–144 mm și a cozii de circa 147–174 mm. Are o greutate de aproximativ 47–82 g. Blana este scurtă. Spatele este maro-gălbui iar pieptul și abdomenul sunt albe. Nu are maro pe piept. Pavilionul urechii și labele din spate sunt mai mici decât cele ale speciei L. bryophilus.

## Răspândire și habitat
L. sibuanus este nativă pe Insula Mindanao, unde se găsește pe munții Apo, Kitanglad și Malindang. Este găsită la altitudini de aproximativ 2.000–2.800 m. Habitatul său este pădurea compusă în principal din conifere și plante din genul Lauraceae care au până la circa 10 m în înălțime, copaci căzuți, plante din genul Rhododendron, alți arbuști, ferigi, orhidee, mușchi și licheni.

## Stare de conservare
L. sibuanus are un areal limitat dar este o specie comună în pădurile tropicale umede și pădurile acoperite cu mușchi situate la altitudini mari. Se presupune că numărul total de indivizi din această specie este mare. Habitatul nu este exploatat și nu au fost identificate amenințări deosebite pentru această specie. Uniunea Internațională pentru Conservarea Naturii a clasificat specia ca fiind neamenințată cu dispariția.